# Heilig-Kreuz-Kirche (Szestno)
Die Heilig-Kreuz-Kirche in Szestno ist ein in der ersten Hälfte des 17. Jahrhunderts unter Verwendung von Teilen eines früheren Gebäudes errichtetes Bauwerk. Sie war bis in die 1980er Jahre das zentrale Gotteshaus des ostpreußischen evangelischen Kirchspiels Seehesten. Heute ist es die katholische Pfarrkirche der Pfarrei Szestno in der polnischen Woiwodschaft Ermland-Masuren.

## Geographische Lage
Szestno liegt sechs Kilometer nördlich der Kreisstadt Mrągowo (deutsch Sensburg) inmitten der Woiwodschaft Ermland-Masuren. Durch den Ort verläuft die Woiwodschaftsstraße 591, die von Mrągowo bis nach Michałkowo (Langmichels) unweit der polnisch-russischen Staatsgrenze führt.
Die Kirche steht in der Ortsmitte östlich der Hauptstraße nahe dem Friedhof.

## Kirchengebäude
In der Mitte des 15. Jahrhunderts wurde in Seehesten erstmals ein Gotteshaus errichtet – eine spätgotische dreischiffige Backsteinkirche. Nachdem ein Brand 1618 die Kirche stark beschädigt hatte, wurde sie in den Jahren 1619 bis 1639 unter Verwendung von Teilen der alten Kirche aus Ziegel- und Feldsteinen als verputzter Bau ohne Seitenschiffe wieder aufgebaut. An der Westseite stand ein Turm, im Untergeschoss aus Granit und in den drei Stockwerken darüber aus Backstein. Eine Vorhalle erhielt die Kirche auf der Nordseite.

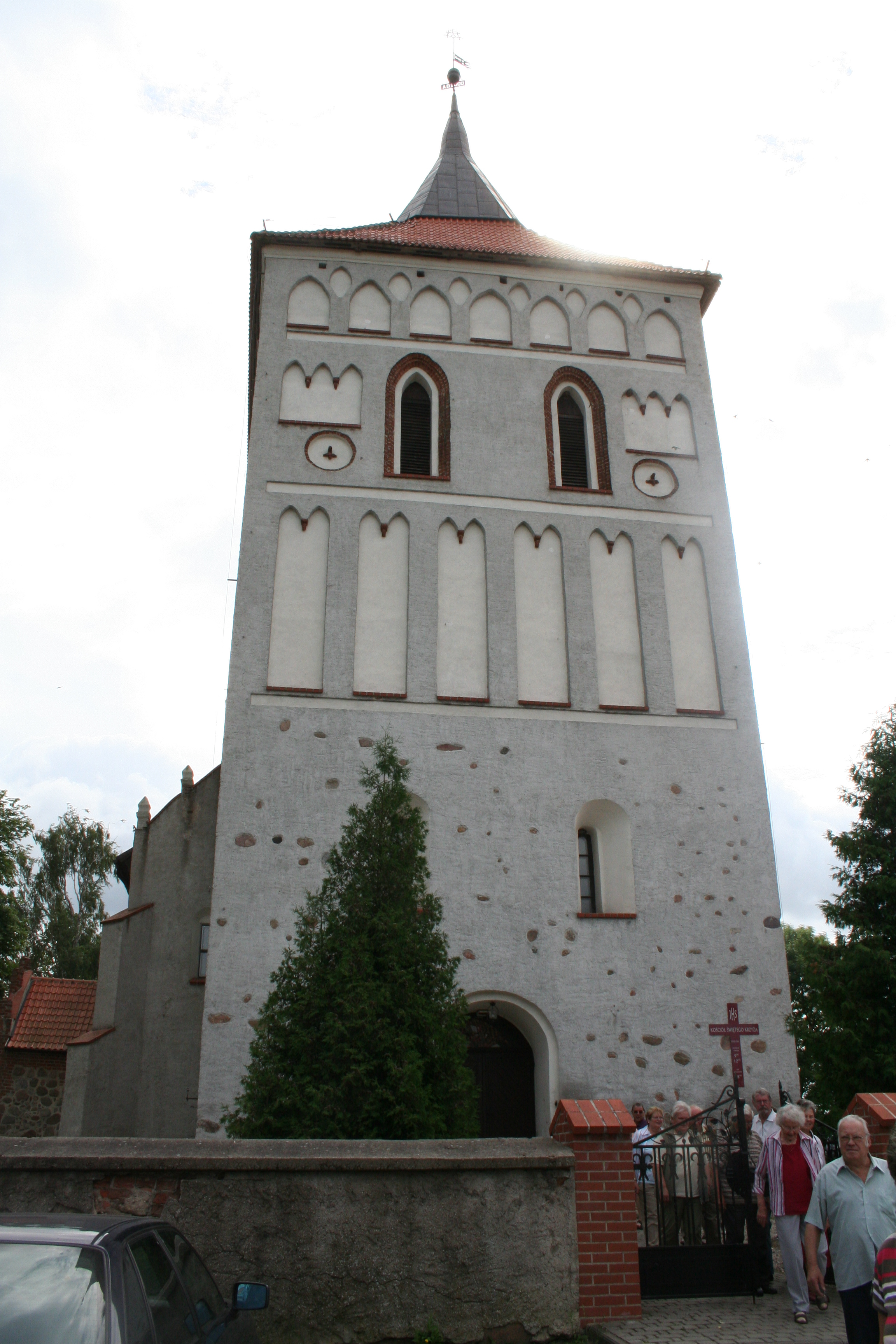
Der Westturm der Kirche in Szestno

Aus der Zeit der 1630er Jahre stammen Wandmalereien in der Turmvorhalle sowie Malereien der Kassettendecke über dem Kirchenschiff. Bei größeren Renovierungsarbeiten in der Kirche 1937 bis 1939 bzw. 1940 bis 1942 wurden die Gemälde an der Decke zerstört und danach neu gestaltet. Gestühl, Stände und Chöre aus dem 17. Jahrhundert wurden damals aufwändig restauriert.

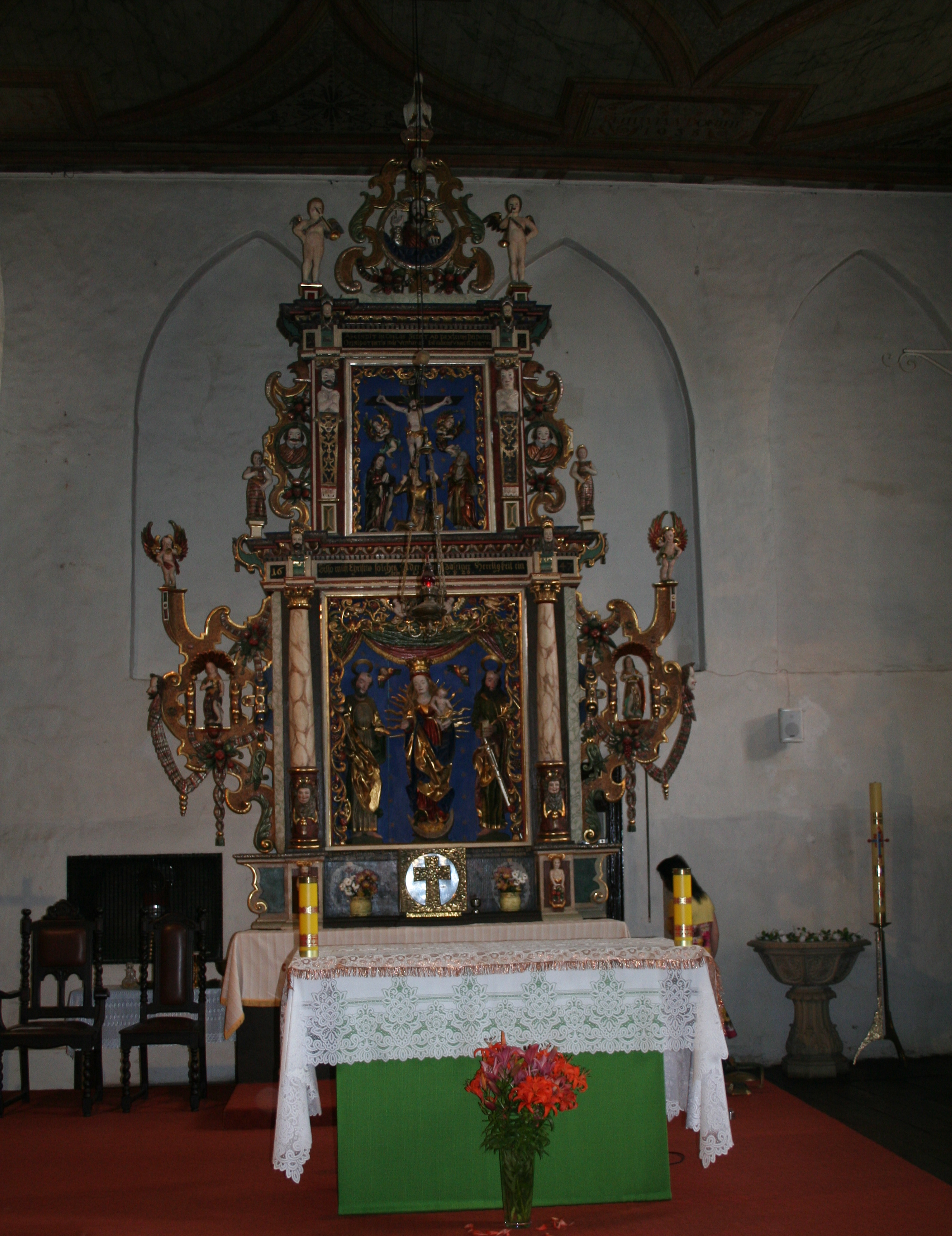
Der Altar von 1647

Der Altar der Kirche stammt aus dem Jahre 1647 und war eine Stiftung von Fabian von Lehndorff (1593–1650). Im Hauptgeschoss zeigt er Maria mit dem Jesuskind zwischen den Aposteln Petrus und Paulus, im Obergeschoss die Kreuzigung Jesu und als Bekrönung den segnenden Erlöser. In der Predella befand sich eine gemalte Abendmahlsdarstellung.

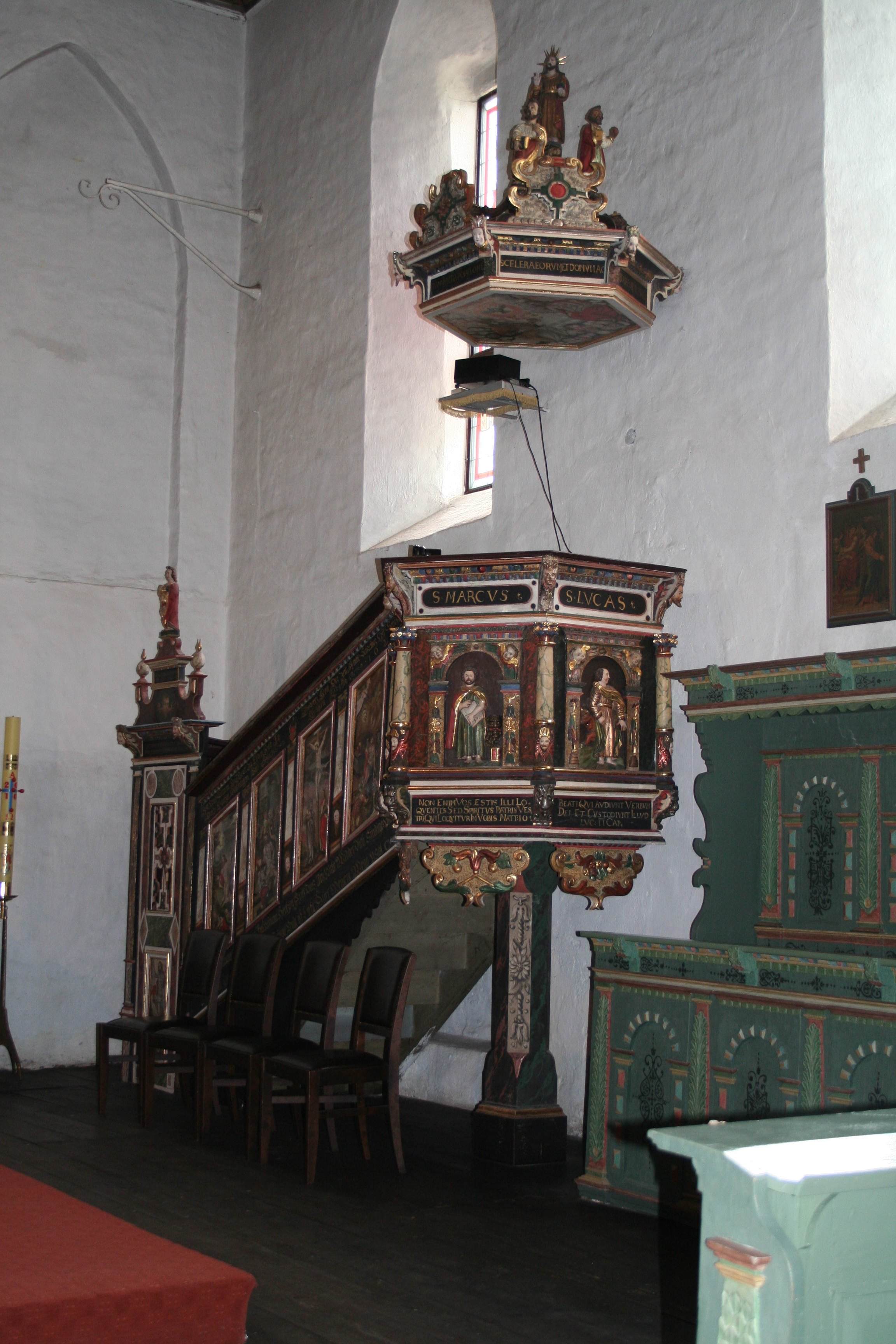
Die Kanzel

Aus der Werkstatt des Altarschnitzers stammt die Kanzel mit Kanzeldeckel und bemalten Treppenwangen. Sie ist in den 1980er Jahren von ihrem Platz an der Südseite im Kirchenschiff in den Altarraum versetzt worden.
Von der Taufkammer von 1642 sind noch Reste erhalten.

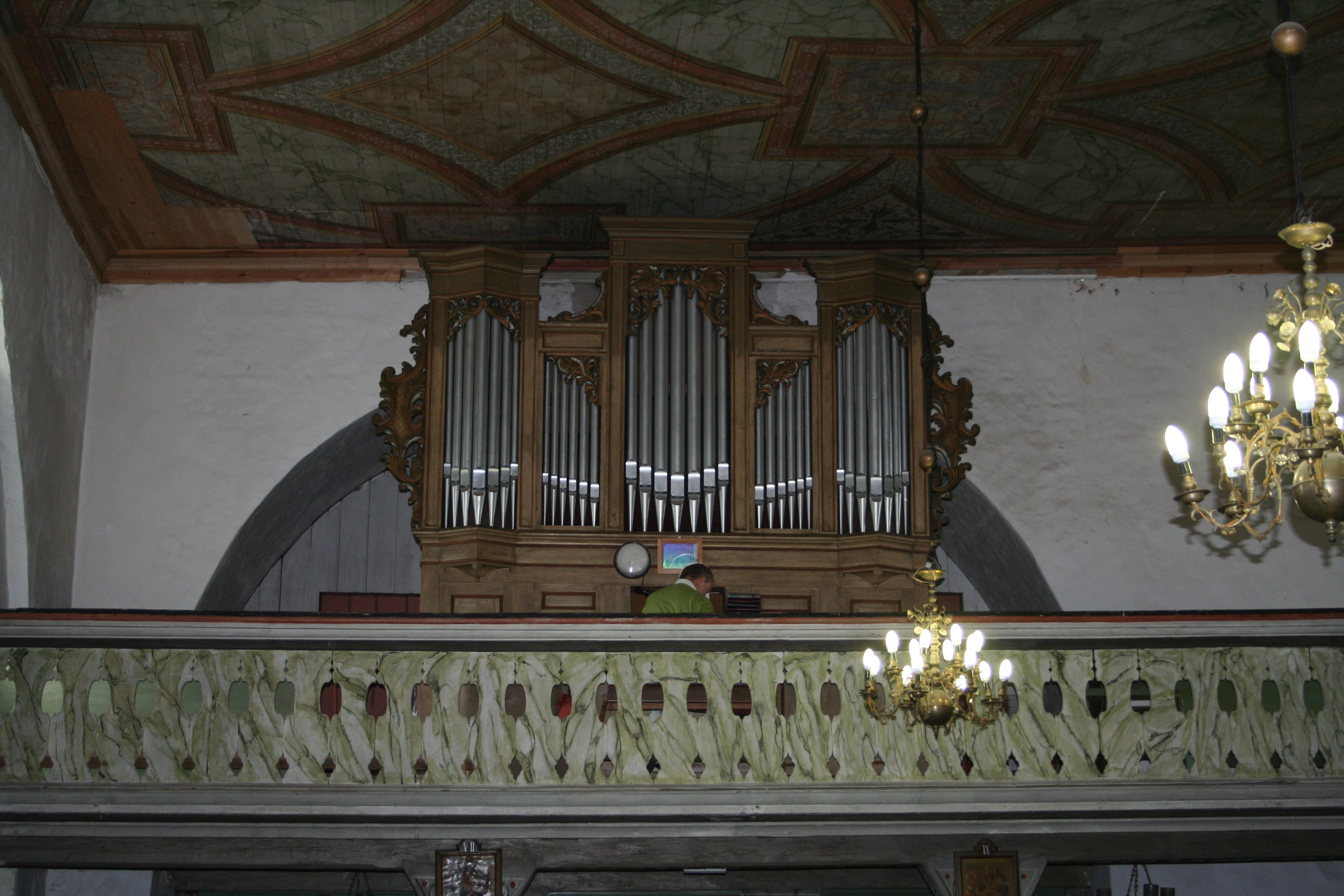
Die Orgel auf der Westempore

Die Orgel wurde 1805 erbaut, die alten Glocken 1862 umgegossen.
Zur Ausstattung der Kirche gehören zwei Herrenstühle von 1647 und 1649 sowie zwei Totenfahnen aus bemaltem Kupferblech, auf denen jeweils der Verstorbene dargestellt ist: Johann von Sternberg († 1686) und Just Bernhard von Wilmsdorf († 1711). Auf einer Grabplatte des Fabian von Lehndorff († 1650) werden Landsknechte dargestellt, die Helme und Panzer tragen, wie sie im Dreißigjährigen Krieg üblich waren.

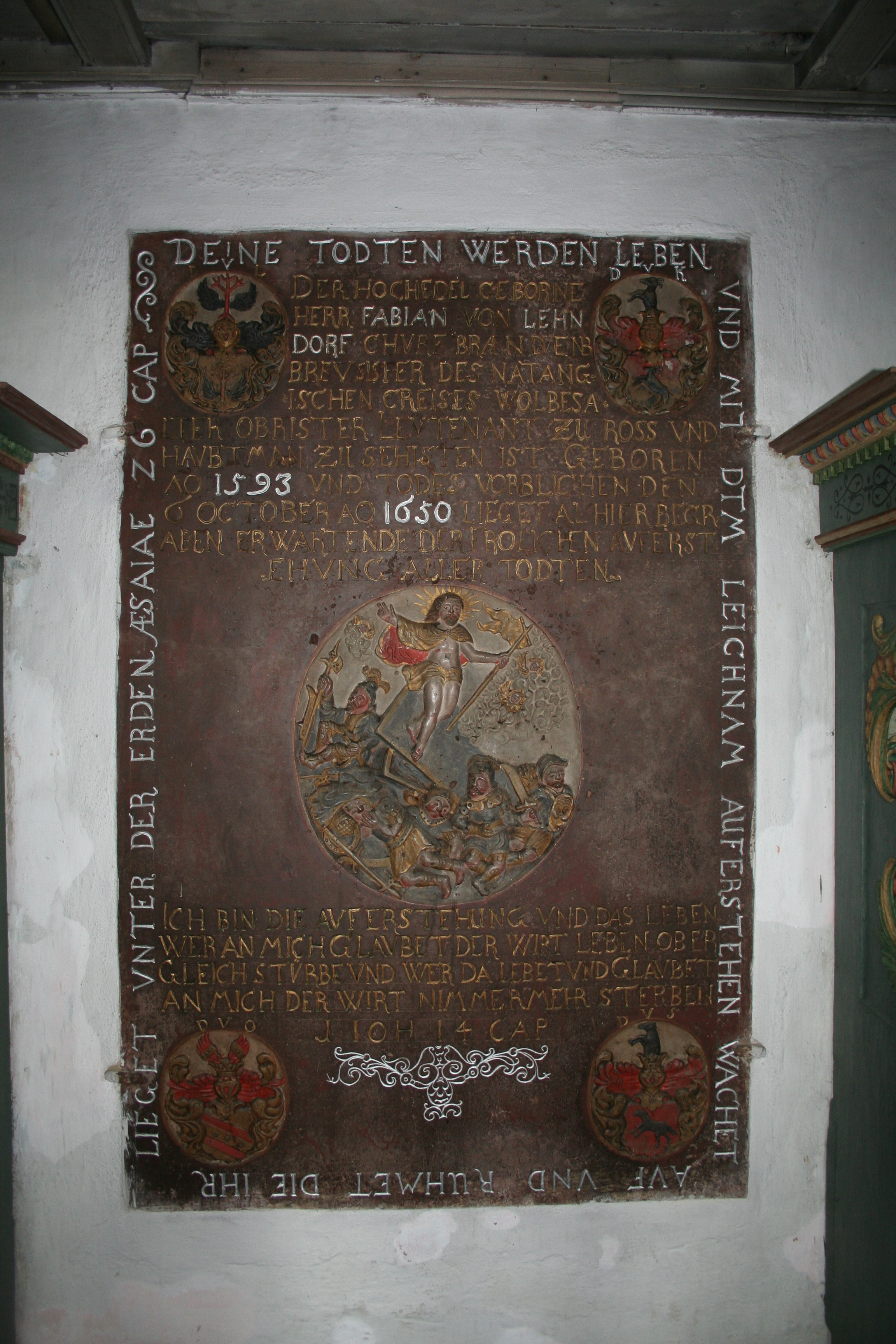
Lehndorff-Grabplatte

Bis in die 1980er Jahre war die Kirche das evangelische Gotteshaus für das Kirchspiel Seehesten. Heute dient sie der römisch-katholischen Pfarrei Szestno als Pfarrkirche und trägt den Namen „Heilig-Kreuz-Kirche“ (polnisch Kościół Świętego Krzyża).

## Kirchen-/Pfarrgemeinde

### Evangelisch

#### Kirchengeschichte
Die Gründung der Kirche in Seehesten geht zurück in das Jahr 1401. Die vorreformatorische Zeit reichte bis 1525. Danach wurde hier die lutherische Lehre eingeführt, wobei schon recht früh hier Geistliche der Reformation Dienst taten. Der damals auch Sehesten genannten „königliche Flecken“ gehörte lange Jahre zur Inspektion Rastenburg (polnisch Kętrzyn) und bis 1945 zum Kirchenkreis Sensburg in der Kirchenprovinz Ostpreußen der Evangelischen Kirche der Altpreußischen Union. Dem Kirchdorf war ein weitflächiges Kirchspiel zugeordnet, in das 1822 die Kirchengemeinde Bosemb (1938 bis 1945 Bussen, polnisch Boże) mit übernommen wurde. Seehesten mit Bosemb zählte 1925 insgesamt 3.300 Gemeindeglieder, deren Betreuung bis 1873 zwei, später nur noch einem Geistlichen oblag.
Flucht und Vertreibung der einheimischen Bevölkerung beeinträchtigten das Leben der evangelischen Kirchengemeinde Seehesten. Die in der Mehrheit katholischen Neubürger in Szestno übernahmen die Kirche 1989 als ihre Pfarrkirche. Die heute hier lebenden evangelischen Kirchenglieder gehören zur St.-Trinitatis-Kirche Mrągowo in der Diözese Masuren der Evangelisch-Augsburgischen Kirche in Polen.

#### Kirchspielorte
Zum Kirchspiel Seehesten gehörten bis 1945 neben dem Pfarrort zwanzig Dörfer, Ortschaften bzw. Wohnplätze:
| Name                                | Polnischer Name |  | Name                           | Polnischer Name |
| ----------------------------------- | --------------- |  | ------------------------------ | --------------- |
| Berghof                             | Biestrzykowo    |  | Marienhof                      | Brodzikowo      |
| *Bosemb 1938–1945 Bussen            | Boże            |  | Neu Reuschendorf               | Nowa Ruska Wieś |
| *Bosembwolka 1938–1945 Dreißighuben | Boża Wólka      |  | Paulinenhof                    | Pawłowięta      |
| Friedrichsberg                      | Witomin         |  | *Pfaffendorf                   | Popowo Salęckie |
| *Grunau                             | Gronowo         |  | *Reuschendorf                  | Ruska Wieś      |
| Heinrichssorge                      | Gniewkowo       |  | *Rudwangen                     | Rydwągi         |
| *Kerstinowen 1938–1945 Kersten      | Kiersztanowo    |  | Schwarzwald                    | Czerniak        |
| Klein Reuschendorf                  | Ruska Wieś Mała |  | Waldhausen                     | Boże Małe       |
| Kleinsruh                           | Sobięcin        |  | *Weißenburg                    | Wyszembork      |
| *Langenbrück                        | Lembruk         |  | Wymisly 1938–1945 Katzenbuckel | Wymysły         |

#### Pfarrer
Bis 1873 amtierten an der Kirche Seehesten zwei Geistliche gleichzeitig. Danach tat noch ein Pfarrer Dienst:
- Stentzel N., 1525–1529
- Stephan Paldroff, 1555
- Albert Rembowius, 1567/1579
- NN., 1575
- Jacob Hintzke, 1590–1626
- Johann Gottfried Bernhardi, 1635
- Michael Boretius, ab 1665
- Michael Puritius, 1668
- Christoph Cobrowius, ab 1676
- Gottfried Fröhlich, 1698–1704
- Johann Schröter, 1705–1730
- Stephanus Neumann, ab 1712
- Christian Wolenski, 1717–1725
- Christoph Büschtus, 1725–1764
- Christian W. Büttner, 1730–1752
- Christoph Pawlick, 1752–1800
- Michael Heinrich Cwalina, 1764
- Bernhard Flöß, 1765–1770
- Johann Christoph Sommer, 1770–1778
- Samuel Skups, 1778–1798
- Andreas Leopold Pawlik, ab 1797
- Michael Spekowius, 1799–1809
- Sigismund Krupinski, 1809–1812
- Andreas Wlotzka, 1815–1832
- Johann Ludwig Glodkowski, 1832–1845
- Jacob Schiwek, 1841–1845
- Johann Ludwig Glodkowski, ab 1845
- Ad. Heinrich Julius Radefeldt, ab 1846
- Friedrich Gottowy, 1848–1873[6]
- Friedrich Adalbert von Szczepanski, 1865–1883
- Ernst Otto Casper, 1884–1901
- Robert A. Assmann, 1901–1902
- August Rudolf Walter Dziobeck, 1903–1912
- Max Myska, 1912–1935
- Fritz Saska, 1935–1941
- Hermann Paulokat, 1942–1945

#### Kirchenbücher
Von den Kirchenbuchunterlagen der Pfarrei Seehesten sind erhalten und werden bei der Deutschen Zentralstelle für Genealogie in Leipzig aufbewahrt:
- Taufen: 1649 bis 1828
- Trauungen: 1687 bis 1705 und 1731 bis 1772
- Begräbnisse: 1667 bis 1668, 1687 bis 1705 und 1731 bis 1837.

### Katholisch
Vor 1945 gab es nur wenige Katholiken im Bereich Seehesten. Sie gehörten zur Pfarrgemeinde St. Adalbert in Sensburg (polnisch Mrągowo) im Dekanat Masuren II (Amtssitz: Johannisburg (polnisch Pisz)), nach 1939 zum Dekanat Bischofsburg (Biskupiec) im damaligen Bistum Ermland.
Nach 1945 siedelten sich hier zahlreiche polnische Neubürger an, die fast ausnahmslos katholischer Konfession waren. Am 1. Juli 1989 wurde Szestno katholischer Pfarrort und das vorher evangelische Gotteshaus als „Heilig-Kreuz-Kirche“ neu geweiht. Die Pfarrgemeinde Szestno, zu der auch der Filialort Boże gehört, ist dem Dekanat Mrągowo I im jetzigen Erzbistum Ermland in der polnischen katholischen Kirche zugeordnet.